# Persea hexanthera
Persea hexanthera är en lagerväxtart som beskrevs av Kopp. Persea hexanthera ingår i släktet avokador, och familjen lagerväxter. Inga underarter finns listade i Catalogue of Life.